# Projection de Fuller

Projection de Fuller sur un icosaèdre (dépliée).

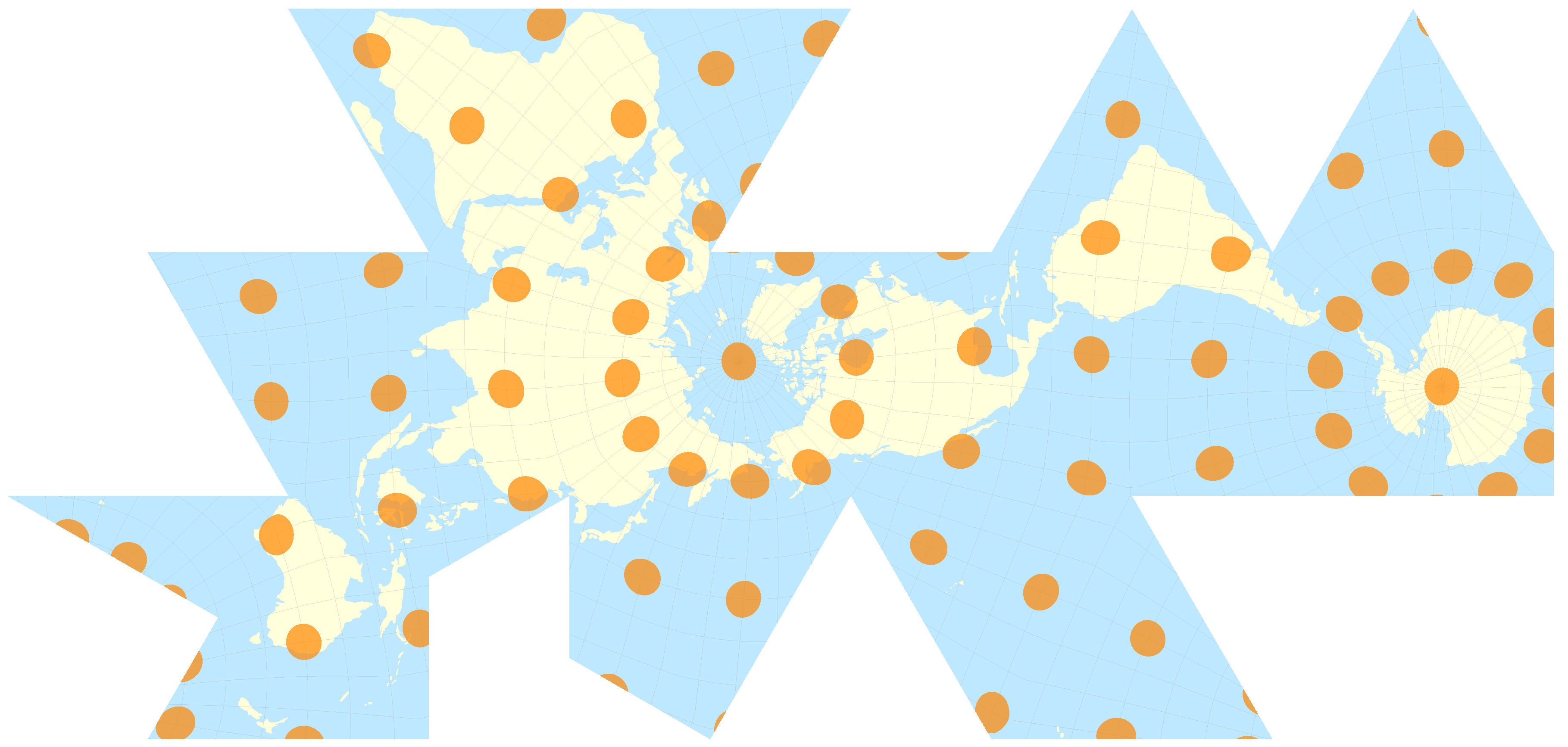
Représentation des déformations par des indicatrices de Tissot.

La projection de Fuller de la Terre est la projection cartographique d’une carte sur la surface d’un polyèdre.
Elle a été créée par Richard Buckminster Fuller, en 1946 pour une projection sur un cuboctaèdre et sur un icosaèdre en 1954. Les 20 triangles peuvent être positionnés différemment, cette carte n’ayant ni haut ni bas. L'intérêt de cette projection est d'offrir le moins de déformation possible au niveau des surfaces.
En anglais, elle est nommée Dymaxion map. Dymaxion est l’acronyme de « dynamic maximum tension » utilisé par Richard Buckminster Fuller pour plusieurs de ses inventions.
La carte est parfois intitulée "une seule île dans un seul océan" pour souligner l'unicité du monde et de l'humanité. En effet les surfaces émergées sont vues presque comme une seule île en reliant le continent eurasiatique avec l'Amérique par l'océan Arctique.
La carte peut faire l'objet de jeux éducatifs à l'école primaire par exemple en proposant de reconstruire la terre sous forme d'un icosaèdre comme dans l'animation.

## Propriétés
La projection de Fuller a plusieurs propriétés qui la distinguent des projections traditionnelles. 
- Elle présente peu de déformations, en comparaison des projections de Mercator et de Peters par exemple.
- Elle n'est pas orientée selon les pôles : le Nord n’est pas en haut, ni le Sud en bas.
- Elle représente les continents de la Terre sous la forme d'une île unique dans un océan unique.
- Elle peut être découpée et reconstruite de multiples façons.

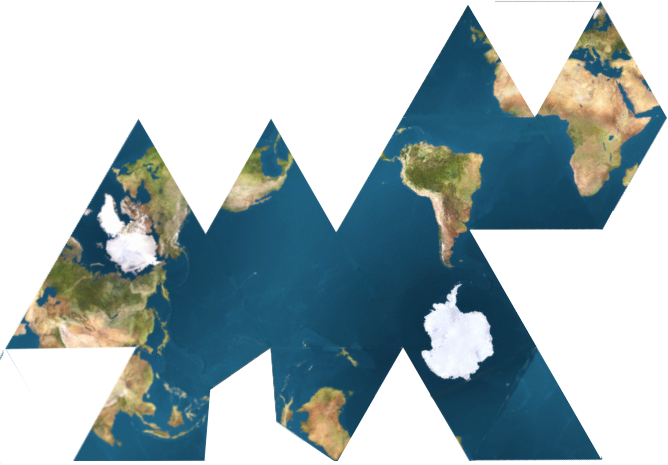
Océan planétaire, mis en valeur par ce mode de cartographie.
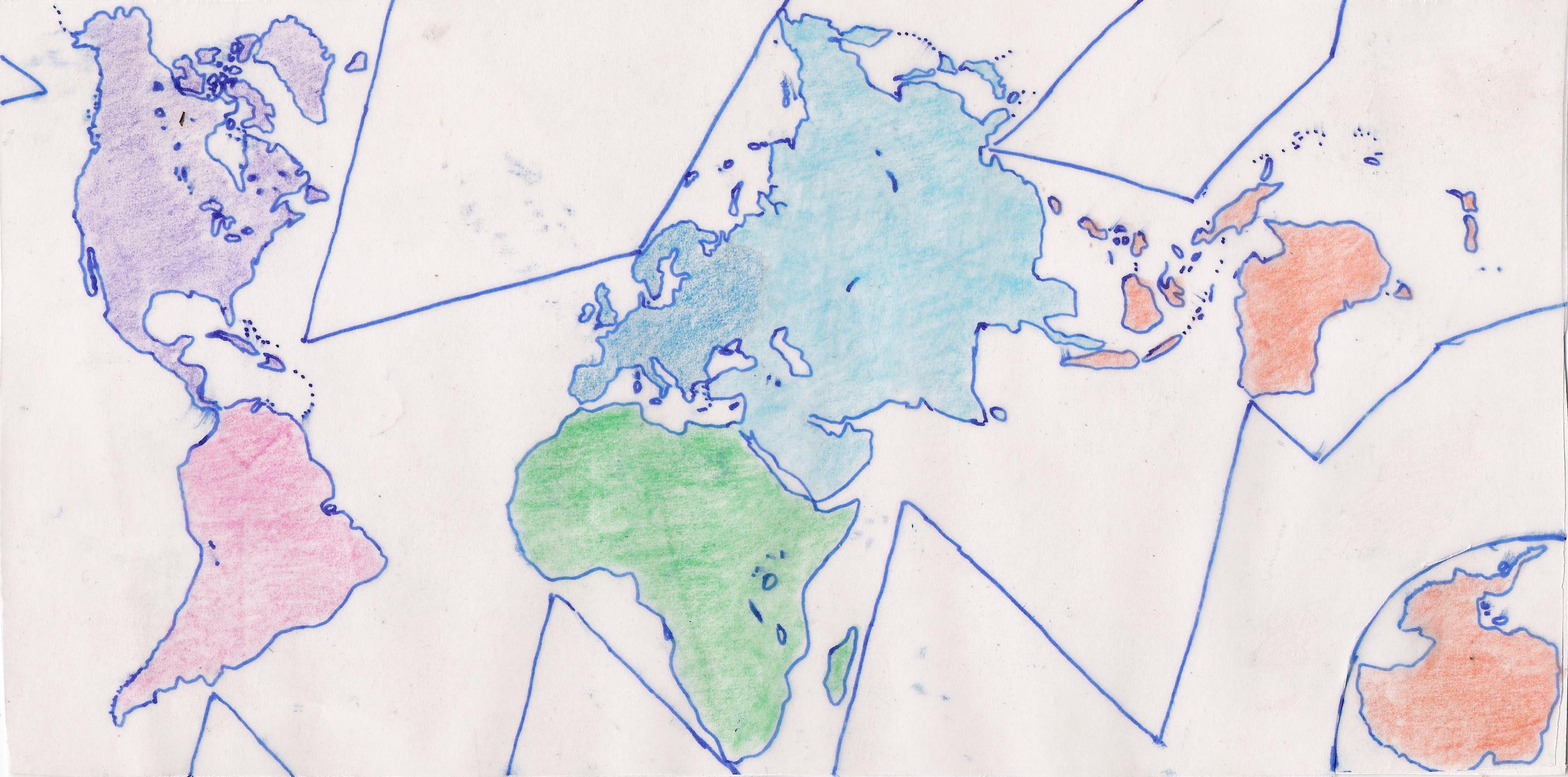
Version reliant l'Amérique du Sud à l'Afrique.